# بحران‌های غذایی ۲۰۲۲
سال ۲۰۲۲ شاهد افزایش سریع قیمت مواد غذایی و کمبود منابع غذایی در سراسر جهان بود. بحران‌های ترکیبی در نقاط مختلف جهان ناشی از ترکیب عوامل ژئوپلیتیکی، اقتصادی و طبیعی از جمله گرمای شدید، سیل و خشکسالی ناشی از تغییرات اقلیمی است. این بحران‌ها به دنبال بحران‌های امنیت غذایی و اقتصادی در طول دنیاگیری کووید ۱۹ بروز کرده‌است.
پس از تهاجم روسیه به اوکراین در سال ۲۰۲۲، سازمان خواربار و کشاورزی و همچنین سایر ناظران بازارهای مواد غذایی نسبت به سقوط عرضه مواد غذایی و افزایش قیمت‌ها هشدار دادند. بیشتر نگرانی‌ها مربوط به کمبود عرضه محصولات کلیدی مانند گندم، ذرت و دانه‌های روغنی است که می‌تواند باعث افزایش قیمت شود. این تهاجم همچنین منجر به افزایش قیمت سوخت و کودهای شیمیایی مرتبط با آن شد که باعث کمبود بیشتر مواد غذایی و افزایش قیمت شد.
حتی قبل از جنگ در اوکراین، قیمت مواد غذایی از قبل به بالاترین حد خود رسیده بود: طبق گزارش سازمان خواربار و کشاورزی، از فوریه ۲۰۲۲، قیمت مواد غذایی نسبت به سال گذشته ۲۰ درصد افزایش یافته‌است. این جنگ در ماه مارس قیمت‌ها را ۴۰ درصد دیگر نسبت به سال گذشته افزایش داد. انتظار می‌رود که مسائل مرکب، از جمله کووید-۱۹، حمله روسیه به اوکراین، و ناکامی‌های محصولی مرتبط با اقلیم، روندهای جهانی را در کاهش گرسنگی و سوء تغذیه معکوس کند. برخی از مناطق، مانند شرق آفریقا و ماداگاسکار، از پیش به دلیل عیوب سیستم کشاورزی و تغییرات اقلیم با خشکسالی و قحطی مواجه بودند و انتظار می‌رود افزایش قیمت‌ها وضعیت را بدتر کند. حتی کشورهای شمال جهانی که معمولاً دارای منابع غذایی مطمئن هستند، مانند بریتانیا و ایالات متحده، دارند کم‌کم اثرات مستقیم تورم هزینه ای به دلیل ناامنی غذایی را تجربه می‌کنند. برخی از تحلیلگران افزایش قیمت‌ها را بدترین افزایش از زمان بحران جهانی قیمت مواد غذایی در سال‌های ۲۰۰۷–۲۰۰۸ توصیف کردند.

## زمینه
همه‌گیری کووید-۱۹ زنجیره‌های تأمین مواد غذایی را در سراسر جهان مختل کرد و مسیرهای توزیع را در مراحل مصرف و توزیع صنایع غذایی مختل کرد. افزایش قیمت سوخت و حمل و نقل پیچیدگی توزیع را بیشتر کرد زیرا غذا با سایر کالاها رقابت می‌کرد.
همزمان، سیل و موج گرمای قابل توجه در سال ۲۰۲۱ باعث نابودی محصولات کلیدی در قاره آمریکا و اروپا شد.

## علل

### بحران انرژی
گاز طبیعی یک ماده اولیه اصلی برای تولید آمونیاک از طریق فرایند هابر برای استفاده در تولید کود است. توسعه کود نیتروژن مصنوعی به‌طور قابل توجهی پشتیبان رشد جمعیت جهانی بوده‌است - تخمین زده شده‌است که تقریباً نیمی از مردم روی زمین در حال حاضر در نتیجه استفاده از کود نیتروژن مصنوعی تغذیه می‌شوند.
بحران جهانی انرژی ۲۰۲۱–۲۰۲۲ به صنایع کود و مواد غذایی سرایت کرده‌است. به گفته جولیا میهن، رئیس آژانس قیمت کالاهای ICIS، "ما شاهد قیمت‌های رکوردی برای هر نوع کود هستیم که بسیار بالاتر از بالاترین قیمت‌های قبلی در سال ۲۰۰۸ است. خیلی خیلی جدیست، مردم نمی‌دانند که ۵۰ درصد غذای جهان به کودها وابسته است.»

### تهاجم روسیه به اوکراین
قیمت‌های گندم در پاسخ به حملات سال ۲۰۲۲ به بیشترین میزان خود از سال ۲۰۰۸ صعود کردند.

### بحران‌های اقلیمی
رویدادهای متعدد گرما، سیل و خشکسالی بین سال‌های ۲۰۲۰ تا ۲۰۲۲ به‌طور قابل‌توجهی به ذخایر و ذخایر غذایی جهان آسیب زد. این رویدادهای آب و هوایی که با تغییرات اقلیمی مرتبط است، سیستم غذایی را در برابر شوک‌هایی مانند جنگ در اوکراین مقاوم تر کرد. ذخایر جهانی گندم در ابتدای سال ۲۰۲۲ به دلیل این رویدادهای آب و هوایی بسیار کم بود.

### خرابی‌های زنجیره تأمین
در چین، قرنطینه به عنوان بخشی از یک سیاست ضد کووید صفر به‌طور قابل توجهی ورودی‌های کشاورزی کلیدی را برای محصولات غلات مهم کاهش داد.

## پاسخ

### ایالات متحده
دولت بایدن به کمبود فزاینده در ماه آوریل با تلاش برای افزایش تولیدات کشاورزی ایالات متحده پاسخ داد. جامعه سیاستگذاران ایالات متحده نگران این بود که چین یا سایر کشورها شکاف غذایی را پر کنند. مانع تراشی در کنگره ایالات متحده مانع از بودجه و منابع جدید برای بحران شد. گروهی متشکل از ۱۶۰ گروه حامی کاهش بودجه توسط دولت بایدن و کنگره به برنامه‌های USDA را به چالش کشیدند.